# 大舘宗氏
大舘 宗氏（おおだち むねうじ）は、鎌倉時代末期の武将。新田氏の支族。祖父は新田政義、父は大舘家氏、兄に綿打為氏、子に大舘氏明、大舘幸氏、大舘宗兼、大舘氏兼、右馬助（時氏?）、六郎（時氏?）がいる。

## 生涯
鎌倉時代末期、岩松政経の代官である堯海と田嶋郷の用水を巡り争論となり、控訴されて敗れる。この際は総領である新田宗家の調停ではなく、大舘・岩松両家は幕府に直接裁定を申し出ている。
元弘3年/正慶（1333年）5月、義兄弟にもあたる新田義貞を旗頭に、子息らや他の新田一族と共に鎌倉幕府に対し挙兵。鎌倉攻めにおいて義貞は部隊を3つに分割して進軍したが、宗氏は極楽寺切通しから突入する部隊の指揮を任された。5月18日に稲村ヶ崎の海岸線から鎌倉市街突入を敢行しようとした。1度は北条軍を破って突破したが、大仏貞直が態勢を立て直すとその配下の本間山城左衛門との戦闘で討死した。『梅松論』に拠れば、同18日の未明に稲村ヶ崎の海岸線から鎌倉にいったん進入するも、諏訪氏、長崎氏らの幕府方との戦闘となり、宗氏らは稲瀬川付近で戦死し、新田軍はいったん退却した、と記されている。
5月18日を死去日とするのは『尊卑文脈』によるものだが、『太平記』は死去の日時を5月19日としている。享年46。
宗氏の討死によってこの方面軍の指揮系統が消失したため、一旦息子の氏明が軍を率いたが、宗氏討死の報を聞いた義貞が化粧坂方面を弟の脇屋義助に任せ、21日に極楽寺方面へ布陣してきたため、義貞が以降の指揮を取ることとなった。その後、義貞は防御の堅い極楽寺切通しの突破ではなく、『梅松論』が伝えるところの宗氏の突入と同じルート、すなわち稲村ヶ崎の海岸線から21日未明に鎌倉市街に突入したとされている。
戦死した宗氏ら十一人は当初、御霊神社の付近に葬られ十一面観音が祭られたが、のちに改葬され、現在の稲村ヶ崎駅付近にある「十一人塚」に葬られているとされる。
大正4年（1915年）、従四位を追贈された。